# Bruno Steck
Pour les articles homonymes, voir Steck.
Bruno Steck est un footballeur puis entraîneur français né le 22 septembre 1957 à Molsheim (Bas-Rhin). Il évolue au poste de défenseur central du milieu des années 1970 à la fin des années 1980.

## Biographie
Passé par l'AS Strasbourg, Bruno Steck commence sa carrière de footballeur au FC Nantes où il est capitaine de l'équipe de D3. En 1975-1976 il fait partie de l'équipe de France juniors première année. En 1977 il intègre le bataillon de Joinville. D'abord aspirant, puis stagiaire pendant deux ans, il signe son premier contrat professionnel à l'été 1978. En 1979 il est prêté pour une saison à Angers SCO. Il évolue ensuite notamment au Tours FC (demi-finaliste de la Coupe de France 1983), au Brest Armorique et au Chamois niortais.
Il termine sa carrière à Laval, où il forme avec Frank Lebœuf une charnière centrale particulièrement saignante. En mai 1989 il est placé sur la liste des transferts après la relégation du Stade lavallois en D2, mais reste au club faute de propositions. Il est écarté de l'équipe professionnelle en février 1990, au même titre que trois autres joueurs, après avoir refusé une baisse de salaire consécutive à la descente en D2. Ses coéquipiers le désignent par vote capitaine pour la saison 1990-1991 mais il trouve un accord pour mettre un terme à son contrat en juillet 1990, et met un terme à sa carrière de joueur.
Il devient ensuite entraîneur et dirige principalement Dijon FCO, Gap FC et Trélissac FC. De 1996 à 1999 il est agent de joueurs. En 2006-2007 il participe à « Dix mois vers l'emploi », programme développé par l'UNECATEF à destination des entraîneurs sans club,,.
Bruno Steck est titulaire du diplôme d'entraîneur professionnel de football (DEPF), du certificat de formateur de football (CFF)  et du diplôme d'entraîneur de football (DEF).

## Palmarès
- Champion de France en 1977 avec le FC Nantes.